# 納爾遜 (北卡羅萊納州)
納爾遜（英語：Nelson）是位於美國北卡羅萊納州達勒姆縣的非建制地區。

## 歷史
納爾遜的郵局於1888年設立，其後於1914年停運。

## 地理
納爾遜所處的海拔為高於海平面125米（即410英呎），而該地所採用的時區為UTC-5，即北美东部时区（EST）。同時該地設有夏令時間，為UTC-5調快一小時，即UTC-4（EDT）。